# Decumanus Maximus

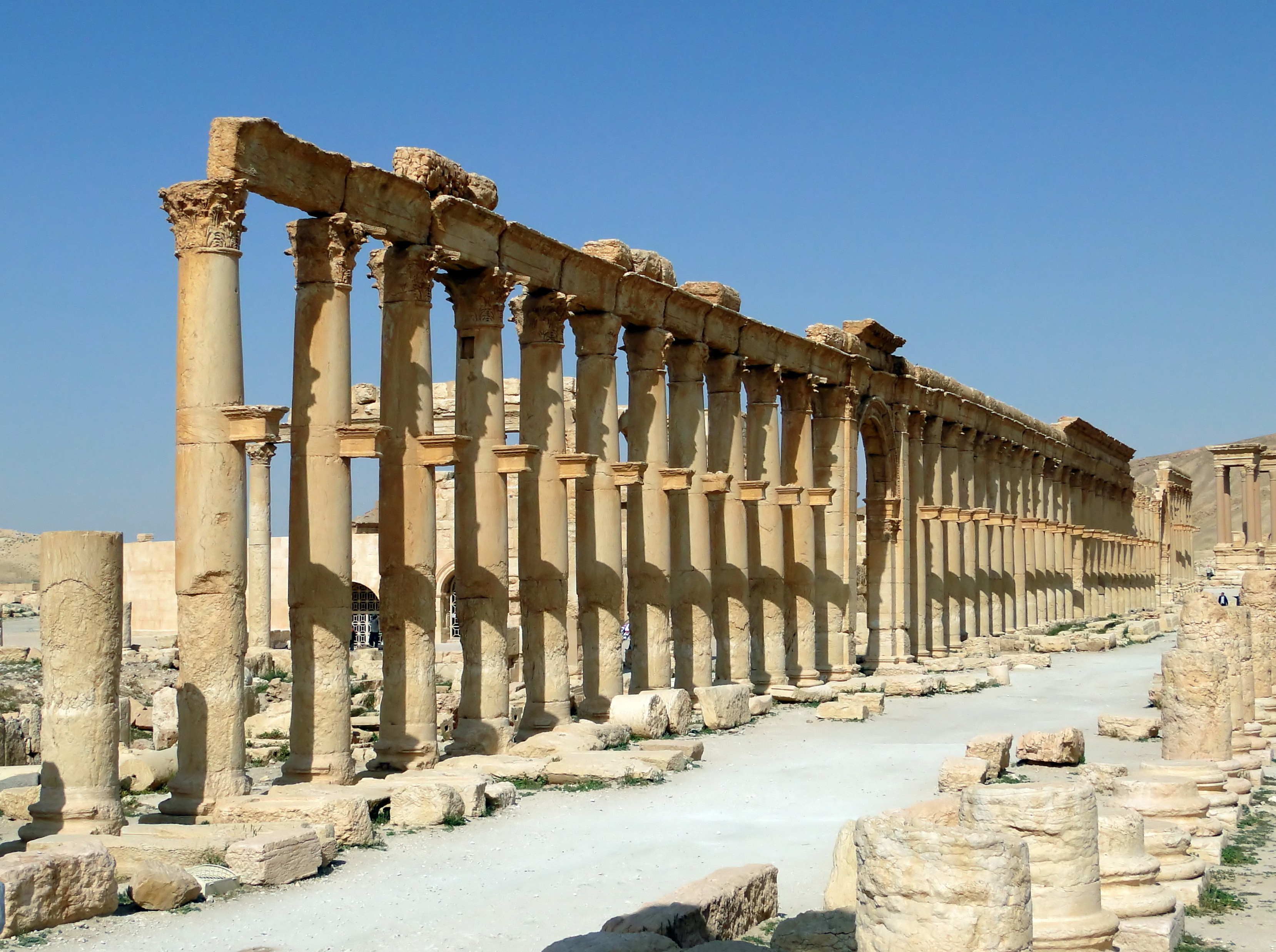
Decumanus Maximus tại Palmyra, Syria

Trong quy hoạch đô thị của người La Mã, decumanus là một con đường theo hướng đông-tây trong một thành phố thuộc La Mã hoặc trong một "castrum" (trại thành quân đội). Con đường decumanus quan trọng nhất là Decumanus Maximus (Decumanus Lớn) hay thường đơn giản chỉ gọi là đại lộ Decumanus. Trong một trại thành quân sự, con đường này kết nối Porta Praetoria (Cổng Phòng Tuyến - gần kẻ thù nhất) với Porta Decumana (Cổng Thành Mười - cách xa kẻ thù).
Tên này xuất phát từ thực tế là via decumana hoặc decimana (đường thứ mười) phân tách đơn vị Cohort số Mười khỏi đơn vị số Chín trong quân trại lính lê dương, tương đương như đường thứ năm phân tách đơn vị số Năm khỏi đơn vị số Sáu.
Ở giữa thành phố, hay còn gọi là groma, Decumanus Maximus cắt vuông góc Cardo Maximus (đường chính theo hướng bắc-nam) tạo thành giao lộ trung tâm. Công trường chính của thành phố (tiếng Latinh: forum) thường tọa lạc rất gần với khu vực ngã tư này.

## Các ví dụ điển hình

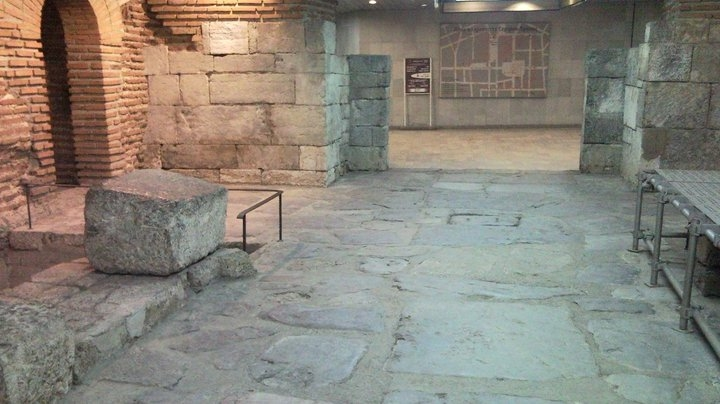
Decumanus Maximus với Cổng Đông có thể nhìn thấy ở bên trái; Serdica, Sofia ngày nay, Bulgaria

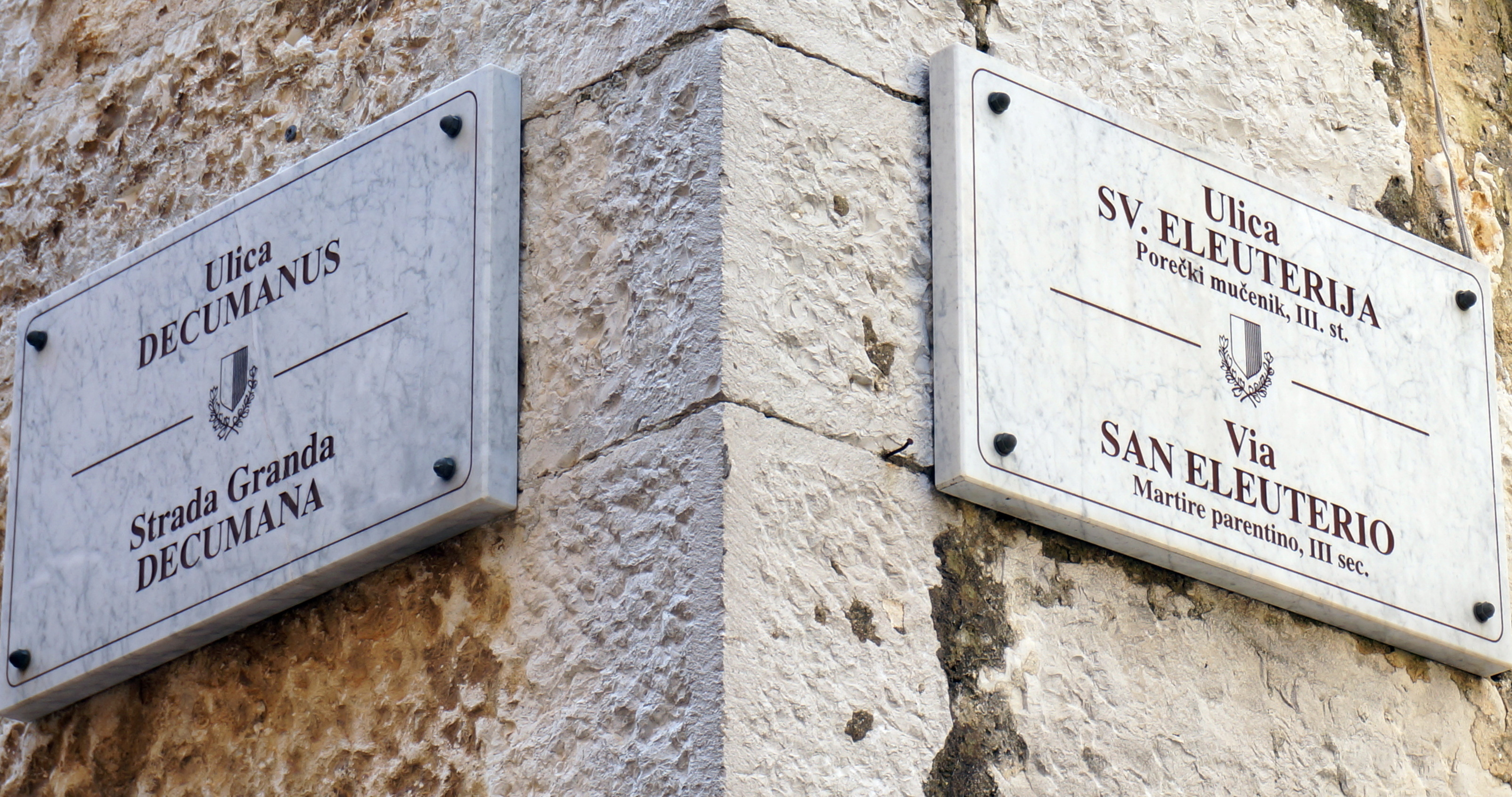
Giao lộ của đường Decumanus và đường Thánh Eleutherius ở trung tâm Parentium, ngày nay là Poreč, Croatia

Tại thành phố La Mã cổ đại Barcino (ngày nay là thành phố Barcelona, Tây Ban Nha), Decumanus Maximus bắt đầu ở cổng thành thời hậu kỳ La Mã (hiện tại vẫn còn) phía trước quảng trường Plaça Nova hiện nay.
Bên trong thành phố Split tại Croatia ngày nay là di tích La Mã được UNESCO công nhận, Cung điện Diocletianus. Thành phố này, được xây dựng bởi Hoàng đế Diocletianus, thể hiện hệ thống đường phố trực giao đặc trưng của La Mã với Decumanus Maximus nối Cổng Sắt phía Tây với Cổng Bạc phía Đông.
Ở thành phố Gadara thời La Mã, ngày nay là Umm Qais ở Jordan, Decumanus chạy theo hướng đông - tây khoảng một cây số với những cột cờ cổ vẫn còn tồn tại.
Một ví dụ điển hình khác là "Đường Thẳng Tắp", Via Recta, tại Damascus, dài 1.500 mét, nối hai cửa đông và tây.
Trong Quận kinh doanh Trung tâm của Beirut, Rue Weygand, chạy theo hướng đông - tây, vẫn dựa trên nền tảng đường Decumanus của La Mã cổ đại.

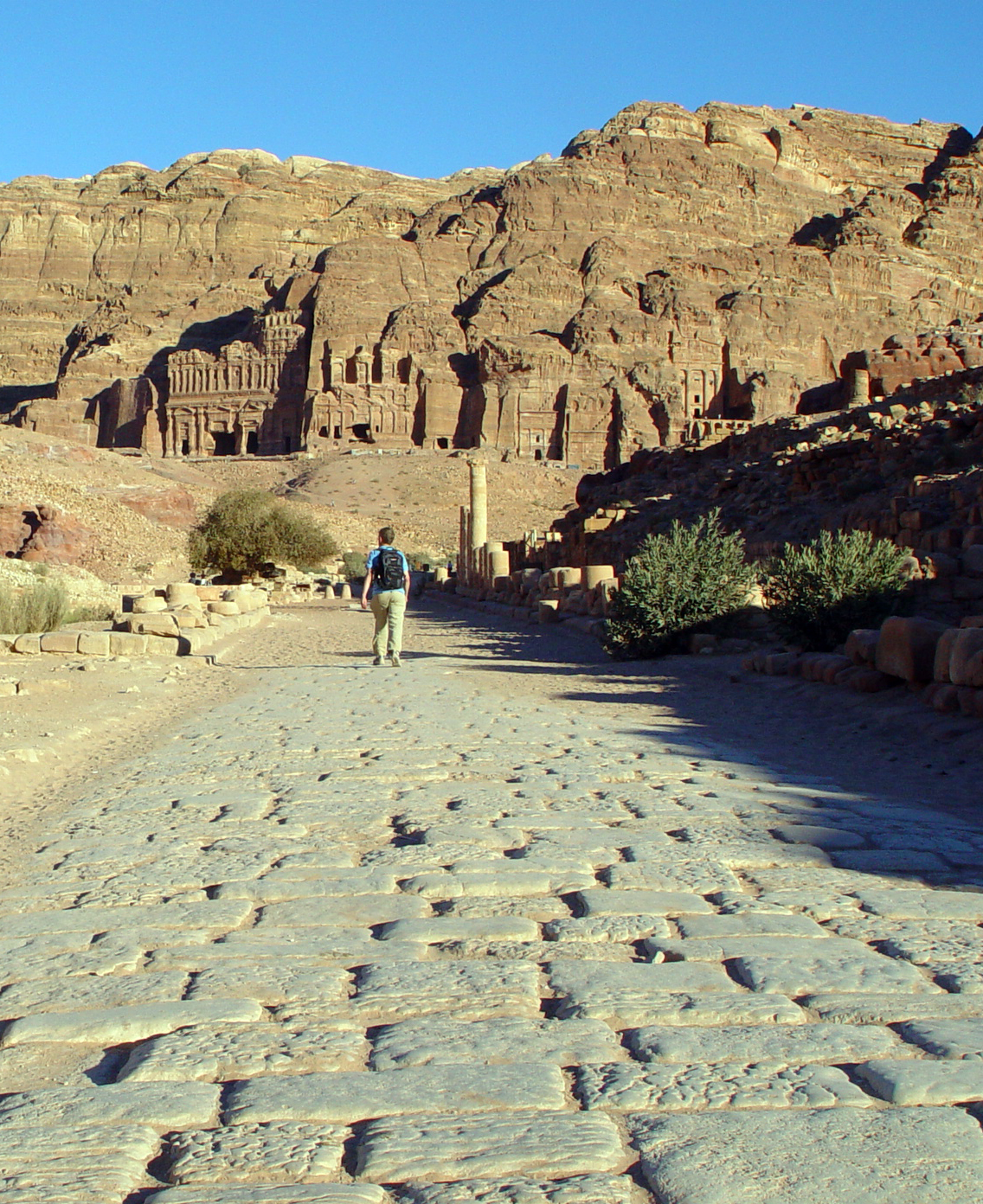
Decumanus Maximus là con phố chính ở Petra, Jordan với các cửa hàng thương mại ở hai bên

Tại Firenze, đường Decumanus được bảo tồn dưới hình hài của những con phố như Via Strozzi, Via Speziali và Via del Corso ở khu trung tâm lịch sử của thành phố. Mặc dù những con phố này có tên khác nhau, chúng tạo thành một đường liên tục với sự phân chia giữa Via Strozzi và Via Speziali bởi Cung điện Strozzi. Thời La Mã, ba con phố này hình thành nên Decumanus thành Florentia, tên gọi của Firenze thời thuộc địa La Mã. Via Roma và Via Calimala được hình thành từ đường Cardo cổ đại, và nơi đã từng là Công trường trung tâm ở Florence cổ đại bây giờ là Quảng trường Cộng hòa (Piazza della Repubblica).
Ở Napoli, vẫn còn tồn tại ba con đường decumanus chính, từ tây sang đông, đó là:
- Decumanus Superior (tiếng Ý: Decumano Superiore, nghĩa là Đại lộ Đông-Tây Thượng): bao gồm Via Sapienza, Via Pisanelli và Via Anticaglia
- Decumanus Maior (Decumano Maggiore - Đại lộ Đông-Tây Lớn): Via dei Tribunali, đây chính là Decumanus Maximus của Napoli.
- Decumanus Inferior (Decumano Inferiore - Đại lộ Đông-Tây Hạ): hay còn gọi là Via Spaccanapoli (đường phân chia Napoli), bao gồm Via Benedetto Croce và Via San Biagio dei Librai